# Vorrei incontrarti fra cent'anni (album)
Vorrei incontrarti fra cent'anni è un album discografico del cantautore Ron, pubblicato nel 1996. Il disco contiene diversi successi dell'autore anche scritti per Lucio Dalla e la title track, cantata con Tosca, con cui il duo ha partecipato e vinto al Festival di Sanremo 1996.

## Tracce
1. Vorrei incontrarti fra cent'anni - 3:56 (feat. Tosca)
2. Musica/Al centro della musica - 6:46 (medley)
3. Non abbiam bisogno di parole - 4:16
4. Per questa notte che cade giù - 4:05 (nuova versione con la partecipazione di Tosca)
5. Anima - 4:40 (nuova versione con la partecipazione di Tosca)
6. Joe Temerario - 4:40 (nuova versione)
7. Il gigante e la bambina - 4:57 (nuova versione)
8. Attenti al lupo - 4:48
9. Ferite e lacrime (You) - 4:31 (cover di You di Ten Sharp)
10. Io ti cercherò - 5:18
11. Cosa sarà - 4:51
12. Un momento anche per te - 4:23
13. Una città per cantare - 4:56 (nuova versione)
14. Il sole e la luna - 4:10 (remix)
15. Piazza Grande - 3:44
16. Non abbiam bisogno di parole - 5:09 (nuova versione)

## Formazione
- Ron – voce, cori, chitarra acustica, pianoforte
- Carmelo Isgrò – basso
- Per Lindvall – batteria
- Chicco Gussoni – chitarra acustica, chitarra elettrica, oboe
- Fabio Coppini – tastiera, pianoforte, sintetizzatore
- Daniele Di Gregorio – percussioni
- Alessandro Simonetto – fisarmonica, violino
- Giuseppe Gisone – flauto
- Gabriele Comeglio – flauto
- Angela Baggi, Eraldo Galdeman, Marco Colantuoni, Alberto Cusella, Marcello De Toffoli, Iskra Menarini, Fawzia Selama, Rodolfo Trapannone – cori

## Classifiche
| Classifica (1996) | Posizione |
| ----------------- | --------- |
| Italia            | 4         |